# (4062) Schiaparelli
(4062) Schiaparelli és un asteroide que forma part del cinturó d'asteroides i va ser descobert el 28 de gener de 1989 per l'equip de l'Observatori Astronòmic de Sant Vittore des de l'observatori homònim de Bolonya, Itàlia.
Inicialment va rebre la designació de 1989 BF. Més tard, en 1989,es va anomenar en honor de l'astrònom italià Giovanni Schiaparelli (1835-1910).
Schiaparelli està situat a una distància mitjana del Sol de 2,243 ua, podent acostar-s'hi fins a 1,908 ua i allunyar-se'n fins a 2,577 ua. Té una excentricitat de 0,1492 i una inclinació orbital de 6,904 graus. Empra 1227 dies a completar una òrbita al voltant del Sol.
Com a característiques físiques, Schiaparelli, presenta una magnitud absoluta de 13,4.